# Luigi I di Borbone
Luigi I di Borbone detto il Grande o lo zoppo, conosciuto come « Louis-Monsieur » (Clermont, 1279 – Parigi, 22 gennaio 1341) è stato Signore di Borbone, dal 1310, conte di Clermont, dal 1317, conte di La Marche, dal 1322 e primo duca di Borbone, dal 1327, sino alla morte.
Considerato il principe più onesto del suo tempo, è l'iniziatore del futuro potere della Casa di Borbone, antenato di Enrico IV; inoltre è uno dei protagonisti della saga romantica dei "re maledetti" e dei suoi adattamenti televisivi.

## Origine
Luigi, sia secondo la Histoire du Bourbonnais et des Bourbons qui l'ont possédé, Volume 1, che secondo la Histoire généalogique et chronologique de la maison royale de France era il figlio primogenito del di Roberto, conte di Clermont, e della contessa di Charolais ed erede della Signoria di Borbone, Beatrice, che, secondo la Histoire généalogique des ducs de Bourgogne de la maison de France, era l'unica figlia del conte di Charolais Giovanni di Borgogna e della dama di Borbone Agnese.
Roberto di Clermont, ancora secondo la Histoire du Bourbonnais et des Bourbons qui l'ont possédé, Volume 1, era figlio maschio sestogenito del re di Francia Luigi IX il Santo, e di sua moglie, Margherita di Provenza, che, come riportato dal Vincentii Bellovacensis Memoriale Omnium Temporum era la figlia primogenita del conte di Provenza e conte di Forcalquier Raimondo Berengario IV e della moglie (come risulta dalla cronaca del monaco benedettino inglese, cronista della storia inglese, Matteo Paris (1200 – 1259), quando descrive il matrimonio della figlia Eleonora con il re d'Inghilterra Enrico III), Beatrice di Savoia (1206 – 1266).

## Biografia
Secondo il volume 30 dei Cahiers de Saint Louis, dell'abate Jacques Dupont (non consultato), Luigi era nato a Clermont, nel 1279.

### Le guerre fiamminghe
Luigi era stato nominato cavaliere dal re di Francia, suo cugino Filippo IV il Bello nel 1297, prima di partire per le Fiandre iniziò la sua carriera combattendo a Furnes contro i fiamminghi, contribuendo alla vittoria.
Cinque anni dopo comandò la retroguardia francese nella disastrosa battaglia di Courtrai. Evitò il massacro delle sue truppe ritirandosi a Lilla una volta che la sconfitta divenne certa.
Nel 1304 prese parte alla vittoriosa battaglia di Mons-en-Pévèle, dando un notevole contributo alla vittoria.

### Posizione sotto Filippo IV il Bello
Nel 1308 si è fatto un nome vincendo con suo fratello, Giovanni di Charolais, i premi del torneo di Boulogne-sur-Mer organizzato in onore del matrimonio di Edoardo II d'Inghilterra e Isabella di Francia, figlia di Filippo IV. Fu scelto poco dopo per accompagnarla in Inghilterra alla sua incoronazione, insieme a Carlo di Valois.
Secondo la Histoire du Bourbonnais et des Bourbons qui l'ont possédé, Volume 1 sua madre Beatrice morì nel 1310 nel castello di Murat e fu tumulata nel Convento di Champaigue, accanto alla propria madre, Agnese.
Luigi le succedette nella signoria di Borbone come Luigi I di Borbone.
Il re di Francia in quel periodo gli diede grande fiducia e gli conferì diverse importanti missioni diplomatiche. Sempre nel 1310 Luigi negoziò un trattato con l'imperatore Enrico VII.
Nel 1311 usò nuovamente le sue capacità diplomatiche per prevenire un conflitto tra le contee delle Fiandre (il conte era suo cugino Roberto di Dampierre) e di Hainaut (il conte, dopo le sue nozze con Maria di Avesnes, era suo cognato Guglielmo di Avesnes).
Il Concilio di Vienne, che pronunciò lo scioglimento dell'Ordine del Tempio, dopo avere richiesto la crociata lo nominò comandante supremo. Partì per Lione dove si sarebbero dovuti riunire i crociati, ma, dato che coloro che avevano aderito non si presentarono, dovette rientrare nei suoi feudi.
Filippo IV, nel 1312, lo nominò Grand Chambrier de France che rimarrà nella famiglia fino al 1523.
Suo padre, Roberto, gli concesse quindi la maggior parte delle sue proprietà, mantenendo solo qualche usufrutto, che confermò nel testamento, disponendo che la contea di Clermont andasse a Luigi, mentre Giovanni e l'altro fratello, Piero, Arcidiacono a Parigi, avrebbero avuto dei lasciti; il documento nº 114 b della Histoire des ducs de Bourbon et des comtes de Forez, Volume 3, rilasciato dal re di Francia Luigi X, conferma l'accettazione di Luigi e Giovanni.

### Il fedele sostegno della sovranità
Sotto il regno dei tre figli di Filippo IV, Luigi X, Filippo V e Carlo IV, Luigi si affermò come uno dei più forti sostenitori della corona. Nel 1316 si schierò con il reggente Filippo di Poitiers contro il conte di la Marche, conte di Valois e del duca di Borgogna, che sostenevano la candidatura al trono della piccola Giovanna, figlia di Luigi X. Il conte di Poitiers pochi mesi dopo divenne re con il nome di Filippo V.
Secondo la Chronique parisienne anonyme du XIVe siècle, deuxieme partie suo padre Roberto morì nel 1317 al Bois de Vincennes e fu sepolto nella chiesa dei Frati Predicatori di Parigi. Luigi gli succedette nel titolo di conte di Clermont-en-Beauvaisis.
Alla morte di Filippo V sostenne i diritti al trono del conte di le Marche, fratello di Filippo V, che divenne re Carlo IV. Carlo IV desidera inoltre associare al dominio reale la contea di Clermont-en-Beauvaisis dove Luigi era nato. Nel 1322 Carlo IV gli cedette il titolo di Conte di La Marche, in precedenza appartenuto al monarca stesso. Luigi ricevette anche le città di Issoudun, Saint-Pierre-le-Moûtier e Montferrand. Durante il regno di Carlo IV Luigi partecipò alla guerra di Saint-Sardos, contro Edoardo II d'Inghilterra, in Guienna.

### Ducato di Borbone
Il 27 dicembre 1327 Luigi venne creato Duca di Borbone e Pari di Francia da Carlo IV, dando così inizio alla linea ducale.
Pochi mesi dopo, a febbraio del 1328, Carlo IV morì senza lasciare eredi. Sempre convinto dell'esclusione delle donne dal trono di Francia, Luigi si avvicinò al nuovo Conte di Valois, presto proclamato reggente e re sotto il nome di Filippo VI. Luigi si distinse ancora nel combattere i Fiamminghi nella battaglia di Cassel (1328) e, come ricompensa, dal nuovo sovrano fu confermato pari di Francia e gli fu restituita la contea di Clermont-en-Beauvaisis, mantenendo la contea de La Marche.
Nel 1329 il duca di Borbone fu inviato a Londra per piegare il re Edoardo III d'Inghilterra, che con riluttanza, rese omaggio a Filippo VI per il ducato di Guienna.
Prese parte al fianco di Filippo VI nelle campagne militari dal 1338 al 1340 all'inizio della guerra dei cent'anni, tra cui l'assedio di Cambrai e fu inviato come plenipotenziario al Congresso di Arras, che concluse una tregua di due anni tra i due regni.
Luigi morì a gennaio del 1341 e fu sepolto nella chiesa dei Frati Predicatori o dei Giacobini, a Parigi, accanto alla tomba di suo padre; secondo il necrologio delle Chartreux de Vauvert, Luigi (Ludovicus dux Borbonii) morì il 10 febbraio (IV Id Feb) 1342, mentre secondo il necrologio della Sainte-Chapelle, Luigi (Ludovici ducis de Bourbonio) morì il 27 febbraio (III Kal Mar) 1342.
Il figlio primogenito, Pietro, gli succedette come duca di Borbone, Pietro I, mentre Giacomo ricevette la contea di La Marche.

## Matrimonio
Luigi, secondo la Continuatio Chronici Guillelmi de Nangiaco, sposò, il 22 settembre 1310 a Pontoise, Maria di Avesnes (1280-1 settembre 1354), che, secondo il capitolo nº 78a della Chronologia Johannes de Beke era figlia del Conte di Hainaut e conte d'Olanda e di Zelanda Giovanni e della moglie, Filippa di Lussemburgo e conferma anche il matrimonio tra Luigi e Maria.
Luigi da Maria ebbe otto o nove figli:
- Pietro, duca di Borbone (1311-19 settembre 1356)[33];
- Giovanna (1312-1402), sposò Guigues VII de Forez, come da documento nº 107 e 108 della Histoire des ducs de Bourbon et des comtes de Forez, Volume 3[34];
- Margherita (1313-1362), sposò Jean II de Sully[35];
- Maria (1315-1387), sposò in prime nozze Guido di Lusignano[36] e in seconde nozze Roberto di Taranto[36];
- Filippo (1316-1318)[37];
- Giacomo (1318)[38];
- Giacomo (1319-1362), conte di La Marche e del Ponthieu che sposò Giovanna di Chatillon, come ci viene confermato dal Chapitre IX delle Preuves de l'Histoire De La Maison De Chastillon Svr Marne[39];
- Beatrice (1320-25 dicembre 1383), sposò in prime nozze Giovanni I di Boemia e in seconde nozze Oddone II di Grancey[35];
- Filippa[38].

Dalla sua amante Jeanne de Bourbon-Lancy, dama di Clessy, ebbe due o tre figli:
- Giovanni (verso il 1297-1375), cavaliere, signore di Rochefort, Ébreuil, Beçay le Guérant, Bellenave, Jenzat, Serrant e Bure, consiglieri dei duchi di Berry e Borbone, luogotenente in Forez, sposo (1362) di Agnès Chabeu, in buoni rapporti con il nipote Luigi II il Buono, come da documento nº 2799 dei Titres de la maison ducale de Bourbon[40];
- Jeannette, sposa formale (1317) di Girard de Châtillon en Bazois, come da documento nº 115 della Histoire des ducs de Bourbon et des comtes de Forez, Volume 3[41];
- Guy (vers o il 1299-1349), signore di Clessy, Ferté-Chauderon e (ma solo de jure) Montpensier, che sposò nel 1315 Agnès de Chastellus poi, tra il 1330 e il 1333 Isabelle de Chastelperron.

## Ascendenza
|                              |                    |                                    | Genitori                   |  |  | Nonni |  |  | Bisnonni              |  |  | Trisnonni             |  |
|                              |                    |                                    |                            |  |  |       |  |  | Luigi VIII di Francia |  |  | Filippo II di Francia |  |
|                              |                    |                                    |                            |  |  |       |  |  | Luigi VIII di Francia |  |  | Filippo II di Francia |  |
|                              |                    | Isabella di Hainaut                |                            |  |  |       |  |  | Luigi VIII di Francia |  |  |                       |  |
| Luigi IX di Francia          |                    |                                    |                            |  |  |       |  |  | Luigi VIII di Francia |  |  |                       |  |
|                              |                    | Bianca di Castiglia                | Alfonso VIII di Castiglia  |  |  |       |  |  |                       |  |  |                       |  |
|                              |                    | Bianca di Castiglia                | Alfonso VIII di Castiglia  |  |  |       |  |  |                       |  |  |                       |  |
|                              |                    | Bianca di Castiglia                | Eleonora d'Inghilterra     |  |  |       |  |  |                       |  |  |                       |  |
| Roberto di Clermont          |                    | Bianca di Castiglia                |                            |  |  |       |  |  |                       |  |  |                       |  |
|                              |                    | Raimondo Berengario IV di Provenza | Alfonso II di Provenza     |  |  |       |  |  |                       |  |  |                       |  |
|                              |                    | Raimondo Berengario IV di Provenza | Alfonso II di Provenza     |  |  |       |  |  |                       |  |  |                       |  |
|                              |                    | Raimondo Berengario IV di Provenza | Garsenda di Provenza       |  |  |       |  |  |                       |  |  |                       |  |
| Margherita di Provenza       |                    | Raimondo Berengario IV di Provenza |                            |  |  |       |  |  |                       |  |  |                       |  |
|                              |                    | Beatrice di Savoia                 | Tommaso I di Savoia        |  |  |       |  |  |                       |  |  |                       |  |
|                              |                    | Beatrice di Savoia                 | Tommaso I di Savoia        |  |  |       |  |  |                       |  |  |                       |  |
|                              |                    | Beatrice di Savoia                 | Margherita di Ginevra      |  |  |       |  |  |                       |  |  |                       |  |
| Luigi I di Borbone           |                    | Beatrice di Savoia                 |                            |  |  |       |  |  |                       |  |  |                       |  |
|                              | Ugo IV di Borgogna | Oddone III di Borgogna             |                            |  |  |       |  |  |                       |  |  |                       |  |
|                              | Ugo IV di Borgogna | Oddone III di Borgogna             |                            |  |  |       |  |  |                       |  |  |                       |  |
|                              | Ugo IV di Borgogna | Alice di Vergy                     |                            |  |  |       |  |  |                       |  |  |                       |  |
| Giovanni di Borgogna-Borbone | Ugo IV di Borgogna |                                    |                            |  |  |       |  |  |                       |  |  |                       |  |
|                              |                    | Iolanda di Dreux                   | Roberto III di Dreux       |  |  |       |  |  |                       |  |  |                       |  |
|                              |                    | Iolanda di Dreux                   | Roberto III di Dreux       |  |  |       |  |  |                       |  |  |                       |  |
|                              |                    | Iolanda di Dreux                   | Aénor di Saint-Valéry      |  |  |       |  |  |                       |  |  |                       |  |
| Beatrice di Borgogna-Borbone |                    | Iolanda di Dreux                   |                            |  |  |       |  |  |                       |  |  |                       |  |
|                              |                    | Arcimbaldo IX di Borbone           | Arcimbaldo VIII di Borbone |  |  |       |  |  |                       |  |  |                       |  |
|                              |                    | Arcimbaldo IX di Borbone           | Arcimbaldo VIII di Borbone |  |  |       |  |  |                       |  |  |                       |  |
|                              |                    | Arcimbaldo IX di Borbone           | Alix de Forez              |  |  |       |  |  |                       |  |  |                       |  |
| Agnese di Borbone-Dampierre  |                    | Arcimbaldo IX di Borbone           |                            |  |  |       |  |  |                       |  |  |                       |  |
|                              |                    | Iolanda di Châtillon-Nevers        | Guy III di Châtillon       |  |  |       |  |  |                       |  |  |                       |  |
|                              |                    | Iolanda di Châtillon-Nevers        | Guy III di Châtillon       |  |  |       |  |  |                       |  |  |                       |  |
|                              |                    | Iolanda di Châtillon-Nevers        | Agnese di Donzy            |  |  |       |  |  |                       |  |  |                       |  |
|                              |                    | Iolanda di Châtillon-Nevers        |                            |  |  |       |  |  |                       |  |  |                       |  |

### Fonti primarie
- (LA)  Monumenta Germaniae Historica, Scriptores, Tomus XXIV.
- (LA)  Matthæi Parisiensis, Monachi Sancti Albani, Chronica Majorar, vol. III.
- (LA)  Recueil des historiens des Gaules et de la France. Tome 20.
- (LA)  Recueil des historiens des Gaules et de la France. Tome 21.
- (LA)  Obituaires de la province de Sens. Tome 1, Partie 2.
- (LA)  Chronologia Johannes de Bek.
- (FR)  Histoire des ducs de Bourbon et des comtes de Forez, Volume 2
- (FR)  Histoire des ducs de Bourbon et des comtes de Forez, Volume 3
- (LA)  Chronique parisienne anonyme du XIVe siècle.

### Letteratura storiografica
- (FR)  Histoire généalogique des ducs de Bourgogne de la maison de France.
- (FR)  Histoire généalogique et chronologique de la maison royale de France, Ducs de Bourbon.
- (FR)  "Histoire%20de%20la%20maison%20de%20Chastillon-sur-Marne"&pg=PT148#v=onepage&q&f=false Histoire De La Maison De Chastillon Svr Marne.
- (FR)  Trésor généalogique de Dom Villevieille.
- (FR)  #ES Histoire du Bourbonnais et des Bourbons qui l'ont possédé, Volume 1.
- Barbara Drake Boehm e Jiri Fajt (a cura di), Prague: The Crown of Bohemia, 1347-1437, Yale University Press, 2005.
- John Bell Henneman, Jr., Bourbon/Bourbonnais, in William W. Kibler e Grover A. Zinn (a cura di), Medieval France: An Encyclopedia, Garland Publishing Inc., 1995.
- David Nicolle, Poitiers 1356: The capture of a king, Osprey publishing, 2004.
- Peter Topping, The Morea, 1311–1364, in Harry W. Hazard (a cura di), A History of the Crusades, Vol. III: The Fourteenth and Fifteenth Centuries, University of Wisconsin Press, 1975.
- J. F. Verbruggen, The Battle of the Golden Spurs (Courtrai, 11 July 1302): A Contribution to, a cura di Kelly DeVries, The Boydell Press, 2002.
- (FR) J. Viard, Grande Chroniques de France, IX, Librairie Ancienne Honore Champion, 1937.
- Kathryn Warner, Isabella of France: The Rebel Queen, Amberley Publishing, 2016.